# Binh đoàn La Mã (phim)
Binh đoàn La Mã (tựa gốc tiếng Anh: Centurion) là một bộ phim điện ảnh đề tài cổ trang–chiến tranh và hành động của Anh–Pháp do Neil Marshall làm đạo diễn kiêm viết kịch bản, chủ yếu dựa trên sự kiện quân đoàn số 9 của Đế quốc La Mã mất tích tại Caledonia vào đầu thể kí 2 sau Công Nguyên. Phim có sự tham gia diễn xuất của  Michael Fassbender, Dominic West và Olga Kurylenko. Phim nhận được những đánh giá trái chiều nhưng thất bại ở thị trường phòng vé khi chỉ hồi vốn được một nửa so với kinh phí 12 triệu USD.